# François Mauriac
François Charles Mauriac (čti fransoa šárl mórijak)) (11. října 1885, Bordeaux – 1. září 1970, Paříž) byl francouzský romanopisec, esejista, dramatik, básník a novinář, nositel Nobelovy cenu za literaturu za rok 1952. Je jednou z největších osobností dlouhé řady francouzských katolických spisovatelů.

## Život
François Mauriac se narodil jako nejmladší z pěti dětí v zámožné bankéřské rodině. V jeho necelých dvou letech mu zemřel otec a od té doby o děti spolu s matkou pečovali prarodiče. Matka byla velmi zbožnou katoličkou a François byl proto v sedmi letech poslán do školy Mariánského řádu Collège de Grand-Lebrun na předměstí Bordeaux. V Bordeaux pokračoval i v univerzitních studiích, které zakončil v roce 1905.
V roce 1906) pak Mauriac odešel do Paříže, kde se připravoval na přijímací zkoušky na École Nationale des Chartes, kam byl přijat v roce 1908. Příliš dlouho se však na této škole nezdržel – po několika měsících jí opustil na základě pevného rozhodnutí zasvětit svůj život literatuře.
Své první dílo, básnickou sbírku Les mains jointes (Sepjaté ruce) vydal hned v následujícím roce (1909), další sbírku básní Adieu à l'adolescence (Sbohem dospívání) pak v roce 1911. Poté se zaměřil spíše na prózu, v roce 1913 vydal svůj románový debut L’Enfant chargé de chaînes (Svázané dítě) a postupně si osvojil svůj typický velmi poetický a sugestivní styl psaní. Jeho rané práce patří současně do období jeho osobní mladistvé spirituální krize, kdy trpí pocitem, že křesťanské duchovní zaměření člověka je potlačujícím faktorem přirozených lidských potřeb. Téma boje mezi city a rozumem, resp. touhou a odpovědností uvnitř člověka se tak stává ústřední problematikou Mauriacových děl i do budoucnosti, ovšem již v mnohem hlubším rozměru.

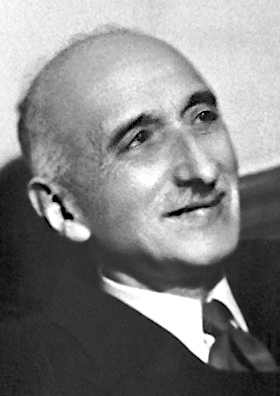
François Mauriac
v roce 1952

Po skončení první světové války, během které sloužil na Balkáně jako příslušník Červeného kříže, vydal Mauriac v roce 1922 svůj další román Le baiser au lépreux (Polibek malomocnému), který byl jeho prvních výrazným úspěchem. Další Mauriacovy práce byly sice odmítnuty pravým křídlem katolických kritiků, novela Thérèse Desqueyroux (Tereza Desqueyrouxová) z roku 1927 však došla nadšeného přijetí u čtenářů i ostatní kritiky, kterou byla tehdy označena za historicky nejlepší francouzský román.
V červnu 1933 byl Mauriac přijat do Francouzské akademie (Académie française)). V té době psal pro pařížský list Le Figaro, kde pravidelně uveřejňoval své články, upozorňující na hrozbu nastupujícího fašismu. Třicátá léta byla současně obdobím, kdy psal též divadelní dramata, která byla uváděna s poměrně slušným úspěchem v Comédie-Française (např. jeho první drama Asmodée dosáhlo v letech 1937–1938 sta repríz). V roce 1941 vydal patrně své nejvýznamnější dílo, román La Pharisienne (Farizejka). V průběhu druhé světové války pak aktivně spolupracoval s hnutím La Résistance, v němž působilo mnoho spisovatelů, odmítajících okupaci Francie.
Mauriac byl velkým přívržencem hlavního představitele francouzské zahraniční armády generála Charlese de Gaulla (pozdějšího francouzského prezidenta). Po válce podporoval jeho politické ambice a především jeho protikoloniální politiku (v roce 1964 o něm napsal rozsáhlou biografickou esej). V roce 1952 vydal další vynikající román Galagai a současně získal Nobelovu cenu za literaturu za pronikavou znalost lidské duše a uměleckou intenzitu, s nimiž v románové podobě tlumočí drama lidského života (citace z odůvodnění Švédské akademie). O šest let později jej De Gaulle vyznamenal Velkým křížem čestné legie.
Od počátku padesátých let psal Mauriac pravidelně každý týden novinové sloupky (nazývané Bloc-notes), které si získaly velký ohlas. Koncem padesátých let je autor začal zpracovávat knižně a později je vydal ve dvou svazcích jako Le Nouveau Bloc-notes (1958–1960) a (1961–1964). Jeho práce v šedesátých letech se kromě toho omezuje již téměř jen na psaní vzpomínek, které zahrnují i filozofické a politické úvahy.
François Mauriac zemřel v Paříži 1. září roku 1970 a byl pochován na hřbitově ve Vémars, kde v posledních letech před smrtí žil.

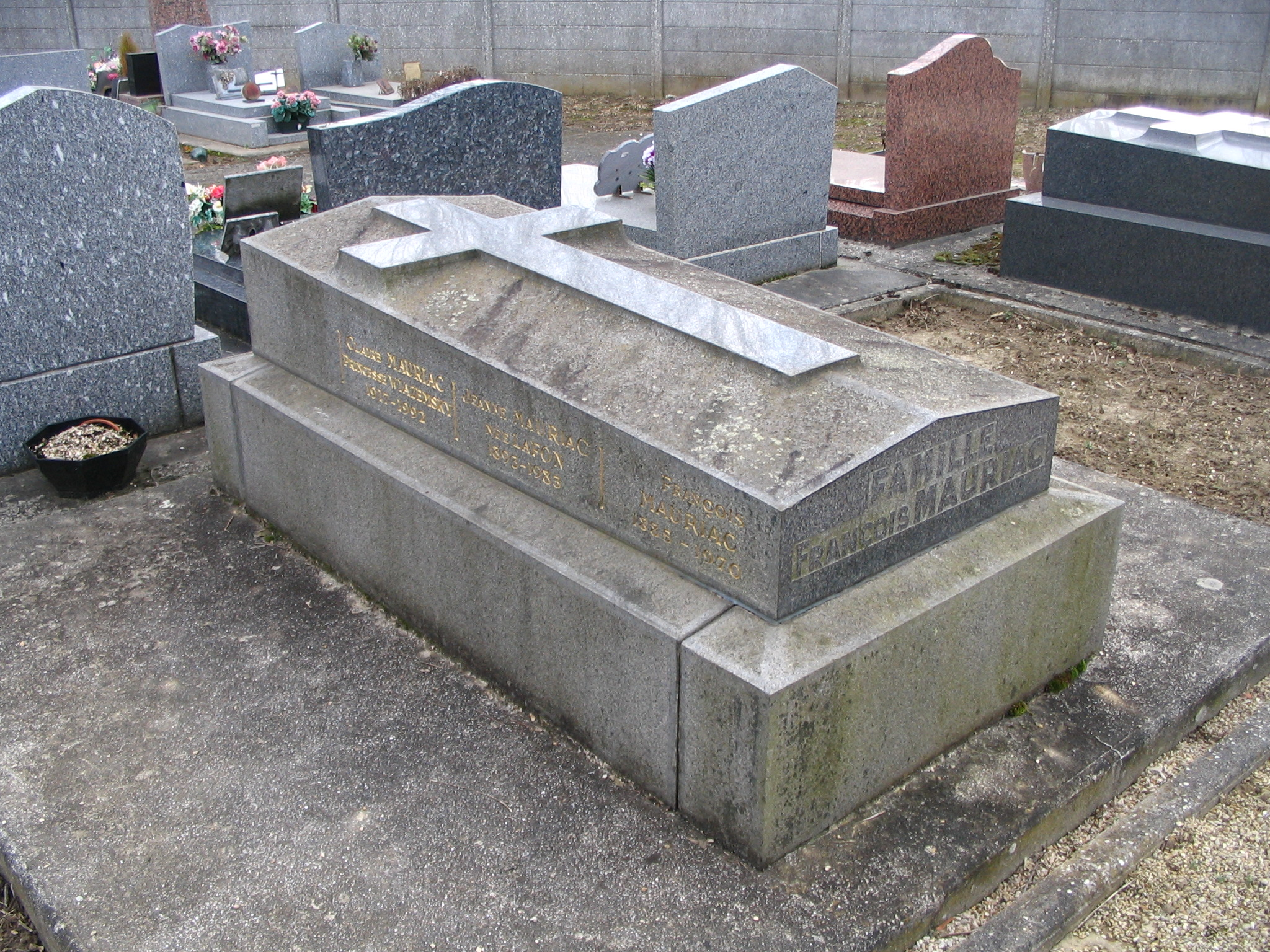
Hrob Françoise Mauriaca ve Vémars

Dílo Françoise Mauriaca je významné především tím, že autor patří mezi tradiční romanopisce, pro něž viditelný svět nepřestal existovat, jehož hrdinové jsou lidmi s dušemi v duchu křesťanského pohledu, spisovatel, osobující si základní právo na komentář, tedy na vyjádření svých názorů. Jeho apologie člověka je vlastně schopností vidění zárodečného jádra lidské podstaty, která – jakkoli obrostlá pokřivenými větvemi předsudků, zvyků, primárního egoismu a archetypů - nese veškerou tíhu citového a morálního rozporu života a je jí nutno prizmatem této skutečnosti též nahlížet. Anglický spisovatel Graham Greene, kterého Mauriac obdivoval (obdiv byl vzájemný, stejně jako byla příbuzná i jejich ústřední témata) a považoval jej za největšího moderního romanopisce, o něm napsal: "Události v románech F. Mauriaca jeho hrdiny obyčejně nemění (což je skutečnost, kterou romantické nepravdy neznají), ale odhalují jejich nitro postupně s nesmírnou jemností. Jeho morální a náboženské cítění se od běžného diametrálně odlišuje – nenarazíte u něj na falešný předpoklad či na konvenční postavu. Se sympatiemi ukazuje spirituální podstatu člověka, skrytou pod vrstvou destruktivního sobectví a falešné lítosti. Pokrytec přece nemůže žít věčně, aniž by na něj neměly vliv názory, které vyznává. V Mauriacově díle má místo ironie, nikoli satira. Kdyby byl Pascal býval psal romány, byl by užil právě této metody a tohoto tónu".

## Dílo
Mauriacovo dílo obsahuje téměř šedesát titulů (románů, divadelních her, esejí, filozoficky laděných biografií, polemik, politických úvah, pamětí a článků).

### Poezie
- Les mains jointes (1909, Sepjaté ruce),
- Adieu à l'adolescence (1911, Sbohem dospívání),
- Orages (1925, Bouře).

### Romány
- L'enfant chargé de chaînes (1912, Dítě v řetězech), auobiografický román, ve kterém se zrcadlí citové stavy nábožensky exaltované duše zraňované tělesností.
- La robe prétexte (1914, Tóga praetexta),
- La Chair et le Sang (1920, Tělo a krev),
- Préseances (1921, Přednostní postavení), román zachycující marnou revoltu proti okolí a přijaté víře.
- Le baiser aux lépreux (1922, Polibek malomocnému), román rozvíjející historii erotického vztahu ztroskotávajícího na nemožnosti fyzického sblížení.
- Le Feluve de feu (1923, Proud ohně), historie smyslového vzplanutí, které nedokáže prolomit izolaci duší a vysvobodit je z jejich vyprahlé prázdnoty.
- Genitrix (1923), román o deformaci mateřské lásky v touhu vlastnit a ovládat. Zpracováno v Českém rozhlasu v roce 1997 jako rozhlasová dramatizace pod názvem Fernandovo blaho, překlad: Josef Heyduk, dramatizace: Roman Císař, režie: Otakar Kosek, v hlavních rolích: Fernand – Miroslav Donutil, Félicité – Blanka Bohdanová, Marie - Miriam Kantorková.[2]
- Le désert de l'amour (1924, Pustina lásky), román s tématem nesouladu citů (jeden miluje a druhý je tím obtěžován) a s analýzou milostné vášně syna a otce ke stejné ženě.
- Thérèse Desqueyroux, (1927, Tereza Desqueyrouxová), román zabývající se autorovým tradiční tématem hříchu a vykoupení.
- Destins (1928, Osudy),
- Trois récits (1929, Tři příběhy),
- Ce qui était perdu (1930, To, co bylo ztraceno),
- Le nœud de vipères (1932, Klubko zmijí), román psaný formou deníku, v němž starý advokát dokresluje obraz svého rodinného života, v němž všechno porozumění přehlušuje mamon. Nenávist k ženě i dětem promění jeho myšlenky a city v klubko zmijí připravených kdykoli uštknout. Vrchol pomsty spatřuje v tom, že ani ženě, aní dětem neodkáže ohromné jmění, které nashromáždil. Před smrtí si však uvědomí, že víc než peníze váží lidská láska, že to co mu v životě chybělo, bylo milosrdenství a bůh.
- Le mystère Frontenac (1933, Tajemství Frontenaků), román v němž Mauriac v transponované formě oživuje vzpomínky na své vlastní dětství a mládí.
- La fin de la nuit ( 1935, Konec noci), pokračování románu Tereza Desqueyrouxová, ve kterém nechá autor svou provinilou hrdinku zemřít v křesťanském usmíření.
- Les Anges Noirs (1936, Černí andělé),
- Les chemins de la mer (1939, Cesty k moři), román o tragických osudech rodiny zámožného notáře, jenž zpronevěřil svěřené peníze a vyhnul se odpovědnosti sebevraždou zobrazuje autor obludnou úlohu peněz v soudobé společnosti, která se podřizuje zásadě vyslovené jednou z hrdinek románu: „Peníze jsou pán, je nutné přijmout jejich zákon“.
- La pharisienne (1941, Farizejka), román zobrazující do vlastní křesťanské dobroty zahleděnou Brigitu Pianovou, která je manipulátorkou osudů dalších postav a svůj úsudek o nich nadřazuje jejich skutečnému dobru.
- Le sagouin (1951, Umouněnec),
- Galigaï (1952, Galigai), román jehož hlavní postavou je intrikánská vychovatelka, která využívá své silné vůle k ovládání osob a zlovolně zasahuje do citových vztahů lidí.
- L'agneau (1954, Beránek), román, zasazený do atmosféry bohatého, ale chmurného bordeauxského kraje, rozvíjí tragický příběh mladého chlapce, který se ve své bezelstnosti a čistotě střetává s falší a pokryteckou morálkou prostředí, v němž žije.
- Un adolescent d'autrefois (1969, Mládenec ze starých časů), psychologický román jehož hrdinou je dospívající chlapec, jenž se chce osvobodit od rodinného lpění na majetku, touží po volnosti a lásce a po osudových ranách mládí nalézá cestu v literární tvorbě.

### Divadelní hry
- Asmodée (1938) s postavou jakéhosi novodobého Tartuffa,
- Les mals aimés (1945, Nedostatečně milovaní) s námětem milostného trojúhelníku,
- Passage du malin (1948, Obcházení ďábla),
- Le Feu sur la Terre (1949, Oheň na zemi),
- Le pain vivant (1950, Živá bolest).

### Eseje, biografie, polemiky, politické úvahy, články a vzpomínky
- La Vie de Jean Racine (1928, Život Jeana Racina),
- Le Roman (1928, Román),
- Dieu et Mammon (1929, Bůh a mamon),
- Voltaire et centre Pascal (1930, Voltaire a Pascal),
- Blaise Pascal et sa soeur Jacqueline (1931, Blaise Pascal a jeho sestra Jacqueline),
- Souffrance et bonheur du chrétien (1931, Utrpení a štěstí křesťana),
- Le Romancier et ses personnages (1933, Romanopisec a jeho postavy),
- Les romanciers et ses personnages (1933, Romantici a jejich osobnosti),
- La Vie de Jésus (1936, Život Ježíšův),
- Les maisons fugitives (1939, Prchající domy),
- Le cahier noir (1943, Černý sešit), vydáno ilegálně pod pseudonymem,
- Du côte de chez Proust (1947, O Proustovu žebru),
- Paroles catholiques (1954 , Katolická slova),
- Bloc-notes (1952-1957) (1958, Zápisník),
- Les fils de l'homme (1958, Synové člověka),
- Mémoires intérieurs (1959, Vzpomínky nitra),
- Le Nouveau Bloc-notes (1958–1960) (1961, Nový zápisník 1958–60),
- Ce que je crois (1962, V co věřím),
- De Gaulle (1964), kniha o životě a politických cílech generála Charlese de Gaulla, francouzského prezidenta v letech 1958–1969.
- Nouveaux mémoires intérieurs (1965, Nové vzpomínky nitra),
- Mémoires politiques (1967, Politické paměti),
- Le Nouveau Bloc-notes (1961–1964) (1968, Nový zápisník 1961–64).

## Práce o autorovi
O Françoisovi Mauriacovi bylo vydáno kolem dvaceti podrobných biografií či studií, ze kterých uvádíme:
- Michael F. Moloney: François Mauriac, 1958
- Graham Greene: François Mauriac (součást sbírky Collected Essays), 1969
- Jean Lacouture: François Mauriac 1980
- Encyclopedia of World Literature in the 20th Century, vol. 3, vyd. Steven R. Serafin, 1999

## Evropská společnost François Mauriac
Hlásíc se k odkazu spirituality spisovatelova díla vznikla společnost Association Européenne François Mauriac Archivováno 19. 8. 2007 na Wayback Machine. (Evropská společnost François Mauriac), jejímž cílem je podpora autorů a vydávání děl současné evropské literatury, především duchovního zaměření.

## Česká vydání
- Polibek malomocnému, Václav Petr, Praha 1926, přeložila Jarmila Fastrová,
- Poušť lásky, Bohumír Treybal, Praha 1926, přeložil Miroslav Treybal,
- Proud ohně, Kamilla Neumannová, Praha 1926, přeložil Josef Dostál,
- Genitrix, Václav Petr, Praha 1927, přeložila Beatrice Bresková,
- Tereza Desqueyrouxová, Václav Petr, Praha 1929, přeložil Quido Palička,
- Klubko zmijí, Jan Laichter, Praha 1936, přeložil Josef Heyduk, znovu SNKLU, Praha 1963,
- Lurdští poutnící, Vyšehrad, Praha 1937, přeložil Otto Albert Tichý,
- Život Ježíšův, Vyšehrad, Praha 1937, přeložili Miloš Krejza a Otto Albert Tichý,
- Cesty k moři, Katolický literární klub, Praha 1947, přeložil Jaroslav Zaorálek, znovu Vyšehrad, Praha 1947 a Lidová demokracie, Praha 1961.
- Farizejka, Vyšehrad, Praha 1948, přeložil Jiří Kárnet,
- Příběhy lásky a nenávisti, Odeon, Praha 1972, přeložil Josef Heyduk, kniha obsahuje romány Polibek malomocnému, Genitrix, Pustina lásky, Tereza Desqueyrouxová a Klubko zmijí.
- Mládenec ze starých časů, Odeon, Praha 1976, přeložil Josef Heyduk,
- Beránek, Vyšehrad, Praha 1978, přeložila Eva Formanová,
- Romány lásky a nenávisti, Odeon, Praha 1980, přeložil Josef Heyduk a Jaroslav Zaorálek, kniha obsahuje romány Polibek malomocnému, Genitrix, Pustina lásky, Tereza Desqueyrouxová, Klubko zmijí a Cesty k moři.
- Galigai, Vyšehrad, Praha 1981, přeložila Eva Formanová,
- Umouněnec, Vyšehrad, Praha 1983, přeložil Karel Palek,
- Tajemství Frontenaků, Arca Jimfa, Třebíč 1993, přeložil Kazimír Gajdoš,
- Utrpení a štěstí křesťana, Petrov, Brno 1994, přeložil Josef Mlejnek.
- Černí andělé, Matice cyrilometodějská, Olomouc 2011, přeložil Kazimír Gajdoš.